# 足球经理2024
《足球经理2024》是一款由Sports Interactive开发、世嘉发行的足球经理模拟电子游戏。它是足球经理系列的一部分。该游戏于2023年11月6日上架。
本作品是此系列第一个可以迁移存档的游戏作品，玩家可以在游戏中加载来自《足球经理2023》的存档，并在《足球经理2024》中继续游玩（该功能也会在未来的作品中保存下来，譬如在《足球经理2025》中，你也可以加载来自《足球经理2024》的存档）但是使用此功能的用户将无法解锁游戏成就。
《足球经理2024》首次包含了日本职业联赛完全授权的J1、J2和J3联赛。该游戏的移动版本《FM24 Mobile》由网飞独家推出。
由于《足球经理2025》最终被取消，《足球经理2024》在各大应用市场的销售期延长，使其成为《足球经理》系列中玩家游玩总时长最多的版本。除此之外，该作品也是本系列第一部被列入国际足联电子竞技世界杯比赛项目的《足球经理》系列作品。

## 奖项与荣誉
2024年2月，《足球经理2024》正式成为该系列游戏历史上玩家最多的版本，在100天内达到了700万玩家的里程碑。
2024年3月7日，《足球经理2024》在2024年Ukie电子游戏奖中被评为最佳英国PC游戏。同日，《FM24》入围2024年BAFTA游戏奖最佳英国游戏奖。

## 评价
游民星空：本作对游戏大刀阔斧的定位球改动颇有成效，新位置的加入也更符合现代足球体系，日本J联赛的加入丰富了可玩性，但是本作的转会系统相较于《足球经理2023》更加复杂。